# Municipio de Gales (Minnesota)
El municipio de Gales (en inglés, Gales Township) es una subdivisión administrativa del condado de Redwood, Minnesota, Estados Unidos. Según el censo de 2020, tiene una población de 159 habitantes.
Abarca una zona exclusivamente rural.

## Geografía
Está ubicado en las coordenadas 44°19′56″N 95°31′57″O / 44.33222, -95.53250. Según la Oficina del Censo de los Estados Unidos, tiene una superficie total de 93.6 km², de la cual 93,2 km² corresponden a tierra firme y 0,4 km² es agua.

## Demografía
Según el censo de 2020, hay 159 personas residiendo en la zona. La densidad de población es de 1,6 hab./km². El 94,97 % de los habitantes son blancos; el 3,14 % son asiáticos, y el 1,89% son de una mezcla de razas. No hay hispanos o latinos viviendo en el área.

## Gobierno
El municipio está gobernado por una junta integrada por un presidente (chairperson), dos supervisores, un secretario (clerk) y un tesorero. Hay, además, un asesor.